# کارپوشه

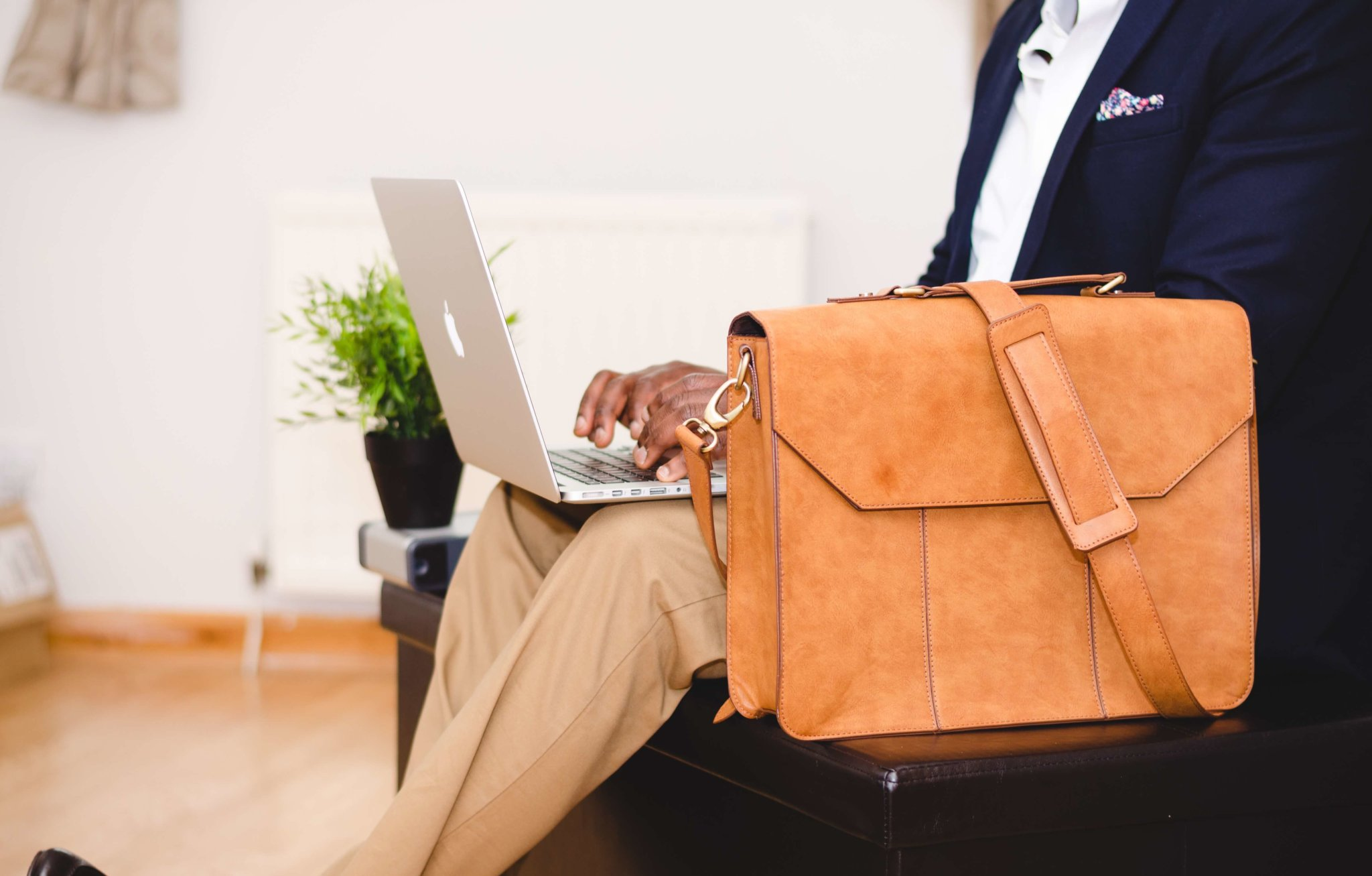
کیف چرمی

کارپوشه یا کارتابل (به فرانسوی: cartable) یا کیف (به انگلیسی: satchel) پوشهٔ بند دار  مخصوصی است که نامه‌ها و پرونده‌های جاری را برای صدور دستور در آن قرار می‌دهند. و بر نوع مجازی و رایانه‌ای آن هم در مؤسسات و شرکت‌ها گفته می‌شود.

## واژه‌شناسی
واژه Cartable در زبان فرانسوی به معنی کیفِ خورجین‌مانند بنددار (کوله پشتی، مانند نوعی از کیف‌های مدرسه‌ای) است که روی شانه آویزان می‌شود، به صورت تک بندی یا دو بندی، خواه وزن آن بر روی یک شانه بیفتد یا هر دو.